# Liste der Michigan State Historic Sites im Otsego County

Lage des Otsego Countys in Michigan

Diese Liste der Michigan State Historic Sites im Otsego County nennt alle als Michigan State Historic Site eingestuften historischen Stätten im Otsego County im US-Bundesstaat Michigan. Die mit † markierten Stätten sind gleichzeitig im National Register of Historic Places eingetragen.
| Name                                     | Bild | Lage                                                              | Ort     | Eintrag seit  |
| ---------------------------------------- | ---- | ----------------------------------------------------------------- | ------- | ------------- |
| First Congregational Church              |      | 218 West Second Street                                            | Gaylord | 16. März 1989 |
| Frank A. and Rae E. Harris Kramer House† |      | 221 Center, südwestlich der Kreuzung mit der Shelden Street       | Gaylord | 18. Feb. 1993 |
| Otsego County Informational Designation  |      | Otsego County Courthouse, 225 W. Main (M-32) an der Otsego Avenue | Gaylord | 17. Feb. 1960 |
| St. Mary’s Catholic Church               |      | 147 North Otsego Street                                           | Gaylord | 2005          |